# 7500 (фильм, 2014)
«7500» или «Рейс 7500» (англ. Flight 7500) — американо-японский фильм ужасов 2014 года, режиссера Такаси Симидзу по сценарию Крейга Розенберга.
Сюжет фильма разворачивается на борту самолета, на котором во время полета начинают происходить загадочные и паранормальные события. Сценарий фильма был вдохновлен авиакатастрофой рейса 522 авиакомпании Helios Airways под Афинами.

## Сюжет
Рейс 7500 авиакомпании Vista Pacific готовится к ночному полету из Лос-Анджелеса в Токио. Стюардессы Сюзи и Лора обсуждают свадьбу сестры Сюзи, а также то, что она сама уже долгое время не решается пожениться со своим парнем. Начинается посадка и на борт поднимаются: женатая пара Брэд и Пиа Мартины, которые летят со своими друзьями в Токио в бизнес-классе на втором этаже, однако не находят сил сказать, что они не хотели лететь с ними на отдых; женатая пара Лиз и Рик, где муж все время выслушивает недовольства жены по поводу и без; вор по имени Джейк, который летит с целым рюкзаком краденных телефонов; девушка Ракель Мендоза, которая садится рядом с Джейком; девушка-гот Джасинта Блох, которая садится рядом с Льюисами; странный мужчина Лэнс Моррель, который ставит деревянный ящик под переднее кресло.
Перед взлетом, Лора целуется с капитаном Питом, обсуждая будущий отдых в Токио, омраченный одним фактом — у Пита есть жена и ребенок. Сидящие рядом персонажи знакомятся, а Лора заставляет Лэнса положить его ящик на багажную полку, что тот нехотя делает. После взлета, Лора и Сюзи готовятся разносить еду и напитки, попутно обсуждая пассажиров. Напоследок, Лора заявляет, что постарается подтолкнуть Пита к расставанию с женой. Тем временем, Лиз, недовольная тем, что рядом с ней и Риком сидят еще двое пассажиров — Джасинта и старушка, пытается вынудить их пересесть постоянной болтовней. Старушка пересаживается, но Джасинта не ведется на уловку.
Внезапно, самолет попадает в воздушную яму, однако турбулентность вскоре проходит, но Лэнс начинает ерзать на месте и кашлять, хрипя, что ему нечем дышать. Лора дает объявление о том, есть ли врач на борту, после чего вместе с Сюзи пытается понять что с Лэнсом. К ним присоединяются Рик и Брэд, который является фельдшером. Лэнс начинает кашлять кровью, а после теряет сознание и его переносят подальше от пассажиров, где, несмотря на все усилия Брэда, Лэнс умирает. Капитан Пит сообщает на землю о погибшем, однако не находит причин к аварийной посадке. Тем не менее, он отдает приказ пересадить пассажиров из бизнес-класса, а туда положить труп Лэнса.
Пассажиры начинают обсуждать произошедшее, а Лиз немного паникует, ведь ее муж делал искусственное дыхание Лэнсу, прикасаясь к его окровавленному рту. Брэд слегка переживает, так как не может понять причины смерти Лэнса. Джасинта говорит Льиюсам странные тезисы о смерти, пока Ракель достает из сумки тест на беременность и идет в туалет делать его. Внезапно, бутылка воды в руках Брэда сжимается, после чего в самолете падает давление и начинается турбулентность. Второй пилот Том не успевает надеть маску, теряя сознание, а в кабине раздается оповещение о разгерметизации салона. Ракель с трудом открывает дверь туалетной кабинки, замечает странный силуэт на втором этаже, однако теряет сознание. Брэд помогает надеть маску своей жене и нескольким пассажирам.
Питу удается выровнять самолет, стабилизировав давление. Пилота Тома и Ракель удается вернуть к сознанию, а стюардессы приступают к уборке мусора. В этот момент Лиз замечает странное нечто в отражении темного экране ноутбука, но списывает это на глюк. Джейк тайно поднимается в бизнес-класс и снимает часы с трупа Лэнса, после чего решает сделать селфи с трупом. Однако во время съемки голова трупа поворачивается к Джейку, а когда он снимает покрывало, нечто под ним нападает на Джейка. Капитан Пит пытается связаться с землей, но ничего кроме помех он не слышит. Брэд, во время просмотра фильма видит странные помехи на экране и лицо странного мужчины. Лора замечает в иллюминатор аварийного выхода летящий рядом истребитель. Сюзи обращает внимание на пропажу Джейка, однако поднявшись на второй этаж, они не находят ни Джейка ни трупа. После этого, Пит просит их найти пропавшего пассажира и труп. В этот момент на Ракель, делающую тест в туалете, нападает нечто странное.
Брэд рассказывает Лиз, Рику и Пиа о происходящем на борту и они приходят к выводу, что во всем виноват Лэнс. Они решают обыскать его багаж, где они находят лишь пробирки с именами и волосами внутри. Сюзи делится с Лорой переживаниями об ее нерешительности с ее парнем, а затем Лора говорит вышедшему из кабины Питу, что ему лучше не бросать жену. Джосинта приносит остальным ящик Лэнса, однако группку с места сгоняет Лора, не соглашаясь полезть в багажное отделение осмотреть багаж Лэнса. Однако, когда они уходят, Лора решает идти искать багаж Лэнса, спустившись в отделение. Тем временем, Брэд, Лиз, Рик и Пиа открывают ящик Лэнса, где находят куклу-синигами. Джосинта объясняет, что если человек погиб внезапно, то лишь отрекшись от всего, он сможет освободиться и тогда кукла-синигами отведет его в загробный мир. Они приходят к выводу, что на борту присутствует дух Лэнса. Лора находит багаж Лэнса, но открыв его, оттуда высовывается рука, которая нападает на нее.
Пит вновь решает связаться с землей, но слышит лишь слова: «Ошибка проектировки… разгерметизация… допустили ошибку». После этого, странный силуэт нападает и на него. Сюзи в этот момент снимает с пальца кольцо своего парня и на нее нападает рука из багажного отделения, она забегает в бизнес-класс, но там, на глазах Брэда, Пиа, Джосинты, Рика и Лиз, нечто утягивает Сюзи в багажную полку. Они убегают, но Джосинта остается, увидев незнакомый силуэт и услышав свои собственные слова о смерти, подходит и обнимает его. Остальные обнаруживают открытую кабину пилотов, где с удивлением обнаруживают Пита и Тома, в кислородных масках, лежащих без сознания. Зайдя в салон, они с ужасом обнаруживают бессознательные тела пассажиров в кислородных масках, включая и свои тела тоже. Включается телевизор, где сотрудник NTSB рассказывает прессе, что рейс 7500 не выходит на связь и предполагается, что из-за вышедшего из строя клапана, в самолете упало давление, а бракованные кислородные маски не помогли пассажирам и экипажу. Также сотрудник говорит, что был выслан истребитель (тот самый, который видела Лора), однако он не обнаружил признаков жизни на борту, а поэтому, летящий на автопилоте самолет, выработав все топливо, вскоре рухнет. Оставшиеся понимают, что все кто был в живых, были связаны чем-то, что их не отпускало: Лора и Пит отношениями, Сюзи со своим парнем, а Ракель с неподтвержденной беременностью. Лишь после того, как они отпустили связывавшие их вещи, они упокоились. Брэд и Пиа отпускают друг друга, таким образом также упокаиваясь.
Лиз приходит в себя, понимая, что она одна в самолете. Она идет к аварийному выходу, но услышав странный звук из мусорника, заглядывает туда. Внезапно, оттуда появляется бледная рука и Лиз кричит от испуга.

## В ролях
| Актер                | Роль                    |
| -------------------- | ----------------------- |
| Райан Квонтен        | Брэд Мартин             |
| Эми Смарт            | Пиа Мартин              |
| Лесли Бибб           | стюардесса Лора Бакстер |
| Джейми Чон           | стюардесса Сюзи Ли      |
| Скаут Тэйлор-Комптон | Джасинта Блох           |
| Никки Уилан          | Лиз Льюис               |
| Джерри Феррара       | Рик Льюис               |
| Кристиан Серратос    | Ракель Мендоза          |
| Алекс Фрост          | Джейк                   |
| Джонатон Шек         | капитан Пит Хейнинг     |
| Рик Келли            | Лэнс Моррель            |
| Дэвид Бэннер         | второй пилот Том Андерс |
| Аджа Эванс           | Лин Хэйфи               |
| Бенджамин Шарплс     | Джек Хэйфи              |

## Выпуск
Изначально, кинокомпания CBS Films намеревалась выпустить фильм 31 августа 2012 года, однако в мае 2012 было заявлено, что фильм переносится на 2013 год без определенной даты выхода.
В итоге, фильм был показан в странах Азии лишь в 2014 году, однако выпуск фильма в кинотеатрах США или Европы не состоялся, чему могло помешать произошедшее в 2014 году исчезновение рейса 370 Malaysia Airlines. Лишь в апреле 2016 года фильм был выпущен в США, но только на цифровых носителях.

## Прием
На сайте «IMDb» фильм имеет оценку в 4,8 баллов из 10. На сайте «Rotten Tomatoes» фильм имеет оценку 27 %.
Джордан Минцер с сайта «The Hollywood Reporter» в своей рецензии оценил фильм в целом положительно оценил фильм, похвалив приемлемую актерскую игру, операторскую работу и режиссерскую работу Такаси Симидзу. Тем не менее, он назвал фильм «высокопарным, но мало пугающим и скорее смехотворным».